# Clément Beaud
Clément Beaud, född den 7 december 1980, är en kamerunsk fotbollsspelare. Vid fotbollsturneringen under OS 2000 i Sydney deltog han i det kamerunska lag som tog guld.